# NRJ
L'NRJ o Energy, ja que en francès les lletres NRJ es pronuncien com la paraula anglesa En(N)er(R)gy(J), és una emissora de ràdio de música, l'equivalent als 40 Principals. Nascuda el 1981 a París, l'emissora compta avui dia amb estacions per molts estats europeus:
- Andorra
- Alemanya
- Àustria
- Bèlgica
- Espanya
- Dinamarca
- Finlàndia
- França
- Noruega
- Suècia
- Suïssa

La seva programació va destinada a un públic juvenil i modern. Els programes estrella de la cadena, l'un conegut com a Morning Show o Programa despertador, l'altre conegut com a Night Show, són el 6/9 (morning show) dirigit i presentat darrerament pel presentador de l'acadèmia d'Operación Triunfo francesas i el C'Cauet (night show), presentat pel còmic i presentador Cauet. D'aquests Night show varen sortir programes com ara PAP (Prohibit als Pares) que varen protagonitzar en el seu moment polèmiques en tots els mitjans de comunicació francesos i catalans, el darrer degut a l'adaptació que es va fer a Catalunya i posteriorment a Espanya. La cadena es caracteritza per tenir la llista musical més popular a tot l'Estat francès i ser de gran influència i un referent de la música actual. El seu creixement al llarg dels anys l'ha portat a crear tres canals de televisió, l'un generalista NRJ 12, l'altre de temàtica musical NRJ Hits i el darrer també de temàtica generalista però emès únicament a París NRJ Paris. A més, com també passa amb els 40 Principals, l'emissora musical atorga premis propis als artistes del moment: els NRJ Music Awards, que es donen anualment des de l'any 2000. També, i molt recentment, més concretament a partir del 2004, el Grup NRJ va decidir apostar pel cinema creant els premis NRJ Ciné Awards, un altre referent per al cinema.

## Història
- 1981: creació de l'ens NRJ
- 1983: creació de la ràdio Nostalgie (Nostalgia, en català)
- 1987: degut de Chérie FM
- 1988: aparició d'NRJ a Suïssa i a Bèlgica
- 1989: NRJ entra a la Borsa de París i es crea Rire et Chansons
- 1991: aparició d'NRJ a Berlín
- 1993: tres noves emissores d'NRJ a Alemanya i Suècia
- 1995: quatortze noves estacions d'NRJ a Suècia i llançament d'NRJ Helsinki
- 1998: NRJ adquireix 80% de Nostalgie, aparició d'NRJ a Viena i a Oslo
- 1998: creació d'NRJ Music
- 1999: set noves freqüències NRJ a Finlàndia
- 2000: NRJ GROUP entra a la Borsa de París
- 2001: NRJ adquireix el 100% de Nostalgie
- 2002: NRJ esdevé la 1a ràdio de França en audiència
- 2003: NRJ adquireix el 49% d'Hitradio Z, a Zurich. Creació d'NRJ Events, agència d'esdeveniments del Grup
- 2005: llançament d'NRJ 12, canal de televisió generalista per TDT. Llançament d'NRJ Mobile, operator virtual de telefonia mòbil
- 2006: llançament d'NRJ ràdio al Líban, i a la Guiana francesa.
- 2007: llançament d'NRJ Hits, canal de televisió musical per TDT.
- 2008: creació d'NRJ París, canal local de televisió generalista per a la regió de l'Illa de França, París.
- 2008: venda d'NRJ Mobile al grup Crédit mutuel (banc). NRJ conserva malgrat això una participació minoritària de 10% amb el nou operador.
- 2009: acord de llicència entre Astral Radio i NRJ de 10 anys, comporta la utilització del nom de la marca NRJ per a les estacions del Quebec.
- 2010: venda de 7L TV per 1 euro simbòlic al grup Médias du Sud, propietari del canal de televisió de Nimes, Télé Miroir.